# Hollandse School
Hollandse School is een verouderde term om de Noord-Nederlandse schilderkunst in de Gouden Eeuw aan te duiden. Hollandse school is niet de benaming van een stijl, zoals renaissance of barok. Er was niet één school van schilderen die in de hele Republiek beoefend werd, maar er waren verschillende stijlen en stromingen die naast elkaar bestonden. Bovendien dekt de term "Hollands" niet helemaal de lading. Weliswaar was de productie van schilderijen en prenten voor een groot deel in de Hollandse steden geconcentreerd, maar veel schilders waren afkomstig uit andere regio's (vooral de Zuidelijke Nederlanden) of hebben voor enige tijd in het buitenland gewerkt.
De term wordt soms nog wel door veilinghuizen en musea gebruikt voor anonieme schilderijen die niet in een bepaald atelier of een stad geplaatst kunnen worden.

## Achtergrond
Het idee dat de Hollandse kunst uit de zeventiende eeuw een unieke plaats in de kunstgeschiedenis inneemt, werd al geformuleerd door de Duitse filosoof Hegel, maar raakte vooral in zwang door twee invloedrijke boeken uit de tweede helft van de negentiende eeuw: Musées de la Hollande. Amsterdam et la Haye. Études sur l'école hollandaise (1858-1860) van Thoré-Bürger en Het land van Rembrand [sic] (1882-1884) van Busken Huet. De "Hollandsche school" was in deze werken geen kunsthistorisch begrip of de beschrijving van een bepaalde schilderstijl. De Hollandse schilderkunst werd vooral gedefinieerd aan de hand van de uitgebeelde onderwerpen en de mentaliteit (vrijheid, ondernemingszin, soberheid) die uit de schilderijen zou spreken. Verder werd de nadruk gelegd op het vermeende realisme van onder andere de genrestukken, landschappen, stadsgezichten en schutterstukken.
Ook de Nederlandse historicus en fervent tekenaar Johan Huizinga gebruikte de zeventiende-eeuwse schilderkunst als een middel om een typisch Nederlandse mentaliteit op het spoor te komen. Met zijn Nederland's beschaving in de zeventiende eeuw, waarin hij bewust de schaduwkanten van die zeventiende eeuw wegliet, stak hij in 1941 de bevolking tijdens de Duitse bezetting een hart onder de riem. Hij zette bijvoorbeeld "het Hollandsche karakter van [Frans] Hals", dat zich uitte in "forsche natuurlijkheid en oprechte eenvoud", waar de geportretteerde regenten zich maar naar te schikken hadden, tegenover Antoon van Dyck met zijn (in Huizinga's ogen) achterhaalde "gratie, virtuositeit, raffinement en distinctie".
Hoe briljant en meeslepend deze boeken ook waren, er werd over het hoofd gezien dat bijvoorbeeld de genrestukken, die als kenmerkend voor de kunst van de Gouden Eeuw gezien werden, maar een klein onderdeel van de totale zeventiende-eeuwse productie aan schilderijen uitmaakten. In de Hollandse huizen waren vooral portretten van familieleden en bijbelse voorstellingen populair. Voor de grote projecten zoals de Oranjezaal en het stadhuis van Amsterdam, werd een beroep gedaan op kunstenaars die in de stijl van Rubens werkten, zowel uit Holland als uit Antwerpen. En ondanks de natuurlijkheid en eenvoud die Huizinga bij Frans Hals waarnam, was diens werk even geraffineerd als dat van Antoon van Dyck. De ogenschijnlijk nonchalante en geïmproviseerde stijl van Hals en de late Rembrandt was in werkelijkheid een Hollandse versie van de Italiaanse sprezzatura, waarmee de regenten hun aristocratische ambities benadrukten, want de Franse en de Italiaanse invloed, die volgens de negentiende-eeuwse kunsthistorici mede de oorzaak was van het verval van de Hollandse schilderkunst na 1680, was al in de hele zeventiende eeuw aanwezig. Een oorzaak voor het vertekende beeld dat later ontstond, is dat het buitenland en de kleinere verzamelaars, die zich geen schilderijen konden veroorloven, de Nederlandse kunst uit de zeventiende eeuw vooral leerden kennen dankzij de verspreiding van enorme aantallen prenten, waarin de boerenscènes, genrestukken, stillevens, landschappen en zeegezichten domineerden.
Deels als reactie op het boek Overvloed en onbehagen uit 1988 van de Britse historicus Simon Schama, dat volgens veel Nederlandse historici een origineel en erudiet maar ook nu weer te eenzijdig beeld gaf van de Nederlandse zeventiende eeuw, richt het kunsthistorische onderzoek zich sindsdien juist op de grote diversiteit van de zeventiende-eeuwse schilderkunst (en de Hollandse cultuur in het algemeen) die uit allerlei verschillende invloeden ontstaan is.

## Lijst
De hieronder opgenomen meesters uit de barok zijn in logisch-chronologische volgorde geplaatst. Indien een geboortedatum niet zeker is, wordt alleen de actieve periode genoemd. Meesters waarvan de geboortedatum niet bekend is, zijn in deze lijst overigens niet als zodanig gemerkt.
- Hendrick Goltzius 1558-1617
- Hendrick Cornelisz. Vroom 1563-1640
- Abraham Bloemaert 1564-1651
- Jacques de Gheyn II 1565-1629
- Hendrick de Keyser I 1565-1621
- Jan Saenredam 1565-1607
- Michiel Jansz. Miereveld 1567-1641
- Paulus Moreelse 1571-1638
- Jan Harmensz Muller 1571-1628
- Jan van Ravesteyn 1572-1657
- Ambrosius Bosschaert de Oude 1573-1621
- Hendrick Hondius 1573-1649
- Hendrick van Balen 1575-1632
- Floris van Dijck 1575-1651
- Adam Willaerts 1577-1644
- Boëtius à Bolswert 1580-1633
- Willem Jacobsz. Delff 1580-1638
- Hendrik van Steenwijk de Jongere 1580-1649
- Andries Stock 1580-1648
- Cornelis Claesz. van Wieringen 1580-1633
- Cornelius Liefrinck 1581-1640
- Frans Hals 1582-1666
- Hendrick Goudt 1583-1648
- Pieter Lastman 1583-1633
- Jan Pynas 1583-1631
- David Bailly 1584-1657
- Jan Tengnagel 1584-1635
- Willem van der Vliet 1584-1642
- Arent Arentsz 1585-1631
- Hendrick Avercamp 1585-1634
- Hendrick Gerritsz. Pot 1585-1657
- Jacob Pynas 1585-1650
- Cornelis van Poelenburch 1594/1595-1667
- Esaias van de Velde 1587-1630
- Claes Jansz. Visscher 1587-1652
- Nicolaes Eliasz. Pickenoy 1588-1655
- Hendrick ter Brugghen 1588-1629
- Adriaen Pietersz. van de Venne 1589-1662
- Bartholomeus van Bassen 1590-1652
- Christoffel van den Berghe 1590-1645
- Gerrit van Honthorst 1590-1656
- Daniel Mytens 1590-1647
- Floris van Schooten 1590-1655
- Hercules Seghers 1590-1638
- Jacob Waben 1590-1634
- Moyses van Wtenbrouck 1590-1648
- Cornelis Verbeeck 1590-1637
- Abraham de Vries 1590-1662
- Willem Buytewech 1591-1624
- Dirck Hals 1591-1656
- Claes Cornelisz. Moeyaert 1591-1655
- Cornelis Vroom 1591-1661
- Pieter van Laer 1592-1642
- Wybrand de Geest 1592-1661
- Balthasar van der Ast 1593-1656
- Jan van de Velde (II) 1593-1641
- Jacob Gerritsz. Cuyp 1594-1650
- Willem Claesz. Heda 1594-1680
- Dirck van Baburen 1595-1624
- Jacob van Campen 1595-1657
- Lucas Vorsterman 1595-1675
- Leonard Bramer 1596-1674
- Jan van Goyen 1596-1656
- Thomas de Keyser 1596-1667
- Peter Wtewael 1596-1660
- Jan van Bijlert 1597-1671
- Salomon de Bray 1597-1664
- Pieter Claesz 1597-1660
- Pieter Jansz. Saenredam 1597-1665
- Jan Cornelisz. Verspronck 1597-1662
- Bartholomeus Breenbergh 1598-1657
- Lambert Jacobsz 1598-1636
- Jan Ludewick Wouters 1599-1663
- Pieter Codde 1599-1678
- Willem Cornelisz. Duyster 1599-1678
- Jan Miel 1599-1664
- Hans Bollongier ca.  1600-na 1645
- Jacob Duck 1600-1667
- Pieter de Grebber 1600-1653
- Pieter Anthonisz. van Groenewegen 1600-1658
- Gerard Houckgeest 1600-1661
- Salomon van Ruysdael 1600-1670
- Gerard Soest 1600-1681
- Matthias Stom ca. 1600-na 1649
- Herman van Swanevelt 1600-1655
- Simon de Vlieger 1600-1653
- Salomon Mesdach ca. 1600-na 1632
- Pieter de Bloot 1601-1658
- Anthonie Palamedesz. 1601-1673
- Pieter Jansz. van Asch 1603-1678
- Adriaen Hanneman 1603-1671
- Simon Kick 1603-1652
- Aert van der Neer 1603-1677
- Abraham Willaerts 1603-1669
- Dirck van Delen 1605-1671
- Anthonie Jansz. van der Croos 1606-1661
- Jan Davidsz. de Heem 1606-1683
- Pieter Jansz Quast 1606-1647
- Rembrandt van Rijn 1606-1669
- Jan Lievens 1607-1674
- Cornelis Saftleven 1607-1681
- Jacob Adriaensz Backer 1608-1651
- Pieter Jacobsz. Duyfhuysen 1608-1677
- Willem de Poorter 1608-1648
- Salomon Koninck 1609-1656
- Judith Leyster 1609-1660
- Herman Saftleven 1609-1685
- Jan Both 1610-1652
- Anthonie de Lorme 1610-1679
- Gerard Donck 1610-1640
- Simon Luttichuys 1610-1661
- Jan Miense Molenaer 1610-1668
- Adriaen van Ostade 1610-1685
- Dirck Dircksz. van Santvoort 1610-1680
- Dirck Stoop 1610-1686
- Egbert van Heemskerk I 1610-1680
- Pieter Verbeeck 1610-1652
- Jacob de Wet (I) 1610-1671
- Hendrick Martensz. Sorgh 1611-1670
- Willem van de Velde 1611-1693
- Hendrick Cornelisz. van Vliet 1611-1675
- Barend Avercamp 1612-1679
- Andries Both 1612-1641
- Benjamin Gerritsz. Cuyp 1612-1652
- Harmen Steenwijck 1612-1656
- Pieter van den Bosch 1613-1663
- Gerrit Dou 1613-1675
- Bartholomeus van der Helst 1613-1670
- Jacob Marrel 1613-1681
- Johannes Mijtens 1614-1670
- Jan Asselyn 1615-1652
- Hendrick Coster 1615-1664
- Govert Flinck 1615-1660
- Joris Abrahamsz. van der Haagen 1615-1669
- Jacob van Mosscher 1615-1655
- Pieter de Ring 1615-1660
- Ferdinand Bol 1616-1680
- Ludolf de Jongh 1616-1679
- Isaack Luttichuys 1616-1673
- Thomas Wyck 1616-1677
- Caesar van Everdingen 1617-1678
- Gerard Terborch 1617-1681
- Emanuel de Witte 1617-1691
- Philips Koninck 1619-1688
- Otto Marseus van Schrieck 1619-1678
- Jan Victors 1619-1676
- Philips Wouwerman 1619-1668
- Cornelis Bega 1620-1664
- Nicolaes Berchem 1620-1683
- Abraham Hendrickz. van Beyeren 1620-1690
- Aelbert Cuyp 1620-1691
- Jan van Noordt 1620-1676
- Jan van de Velde (III) 1620-1662
- Gerbrand van den Eeckhout 1621-1674
- Allart van Everdingen 1621-1675
- Cornelis de Man 1621-1706
- Isaac van Ostade 1621-1649
- Egbert Lievensz. van der Poel 1621-1664
- Jan Baptist Weenix 1621-1663
- Quirijn van Brekelenkam 1622-1670
- Abraham Diepraam 1622-1670
- Karel Dujardin 1622-1678
- Carel Fabritius 1622-1654
- Willem Kalf 1622-1693
- Johannes Lingelbach 1622-1674
- Adam Pynacker 1622-1673
- Abraham van den Tempel 1622-1672
- Govert Dircksz Camphuysen 1623-1672
- Pieter Janssens Elinga 1623-1682
- Herman Naiwincx 1623-1654
- Reinier Nooms 1623-1664
- Jan van de Cappelle 1624-1679
- Lambert Doomer 1624-1700
- Barent Fabritius 1624-1673
- Abraham Hondius 1625-1691
- Paulus Potter 1625-1654
- Jan Adriaensz. van Staveren 1625-1668
- Jan Steen 1625-1679
- Jan Gabrielsz Sonjé 1625-1707
- Johannes van Wijckersloot 1625/1630–1687
- Jacob Esselens 1626-1687
- Jan van Kessel 1626-1679
- Willem van Aelst 1627-1683
- Jan de Bray 1627-1697
- Hendrick van der Burch 1627-1699
- Samuel van Hoogstraten 1627-1678
- Jacob van der Ulft 1627-1689
- Hendrick Verschuring 1627-1690
- Jan Hackaert 1628-1685
- Jacob van Ruisdael 1628-1682
- Pieter de Hooch 1629-1684
- Gabriel Metsu 1629-1667
- Cornelius Droochsloot 1630-1673
- Willem Drost 1630-1680
- Klaes Molenaer 1630-1676
- Maria van Oosterwijck 1630-1693
- Gillis Rombouts 1630-1678
- Jan Vonck 1630-?
- Roelof van Vries 1630-1681
- Jan Wynants 1630-1684
- Ludolf Bakhuysen 1631-1708
- Esaias Boursse 1631-1672
- Cornelis de Heem 1631-1695
- Juriaan van Streek 1632-1687
- Johannes Vermeer 1632-1675
- Jan de Baen 1633-1702
- Dirck Helmbreeker 1633-1696
- Frederik de Moucheron 1633-1686
- Willem van de Velde 1633-1707
- Cornelis Bisschop 1634-1674
- Nicolaes Maes 1634-1693
- Eglon Hendrick van der Neer 1634-1703
- Jacob Ochtervelt 1634-1682
- Egbert van Heemskerk II 1634-1704
- Pieter van Anraedt 1635-1678
- Abraham van den Hecken 1635-1655
- Dirck van der Lisse 1635-1669
- Frans van Mieris (I) 1635-1681
- Caspar Netscher 1635-1684
- Abraham Storck 1644-1708
- Melchior d'Hondecoeter 1636-1695
- Adriaen van de Velde 1636-1672
- Abraham Begeyn 1637-1697
- Martin Desjardins 1637-1694
- Jan van der Heyden 1637-1712
- Pieter Mulier de Jonge 1637-1701
- Gerrit Adriaensz. Berckheyde 1638-1698
- Meindert Hobbema 1638-1709
- Hendrik Bary 1640-1707
- Edwaert Collier 1640-1707
- Gerard de Lairesse 1640-1711
- Abraham Mignon 1640-1679
- Pieter Cornelisz. van Slingelandt 1640-1691
- Jacob Toorenvliet 1640-1719
- Jan Weenix 1640-1719
- Jan van Kessel 1641-1680
- Jacobus Storck 1641-1688
- Harman Verelst 1641-1699
- Abraham van Calraet 1642-1722
- Godfried Schalcken 1643-1706
- Simon Pietersz. Verelst 1644-1721
- Cornelis Vermeulen 1644-1708
- Arent de Gelder 1645-1727
- Michiel van Musscher 1645-1705
- John Griffier 1646-1718
- Matthijs Naiveu 1647-1721
- Gerard Hoet 1648-1733
- Elias van den Broeck 1649-1708
- Jan Jansz. de Heem 1650-1695
- Salomon Rombouts 1650-1702
- Johannes Verkolje 1650-1693
- Daniel Vosmaer 1650-1666
- Jan Wyck 1652-1702
- Johannes Kip 1653-1722
- Casper van Wittel 1653-1736
- Jan van Kessel 1654-1708
- Jacobus Vrel 1654-1662
- Nicolaes Lachtropius 1656-1700
- Jacob de Heusch 1657-1701
- Adriaen van der Werff 1659-1722
- Adriaen Coorte 1660-1707
- Cornelis Dusart 1660-1704
- Jan van Mieris 1660-1690
- Willem van Mieris 1662-1747
- Rachel Ruysch 1664-1750
- Pieter van der Werff 1665-1722
- Philip van Kouwenbergh 1671-1729